# Haarmann & Reimer
Haarmann & Reimer (H&R) war ein Unternehmen der Duft- und Geschmackstoffindustrie mit Sitz in Holzminden und fusionierte mit dem Unternehmen Dragoco am 20. Februar 2003 zur Symrise GmbH & Co. KG.

## Geschichte des Unternehmens

### 1874 bis 1931

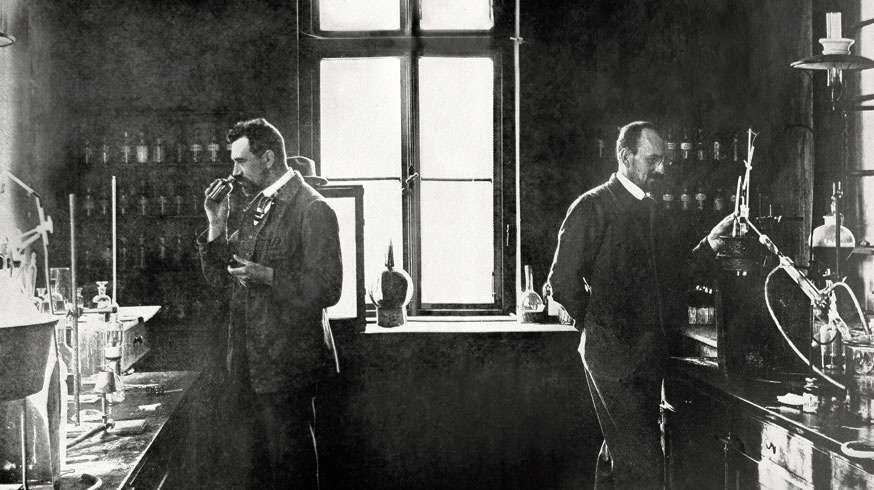
Im Labor, links Karl Reimer ca. 1878

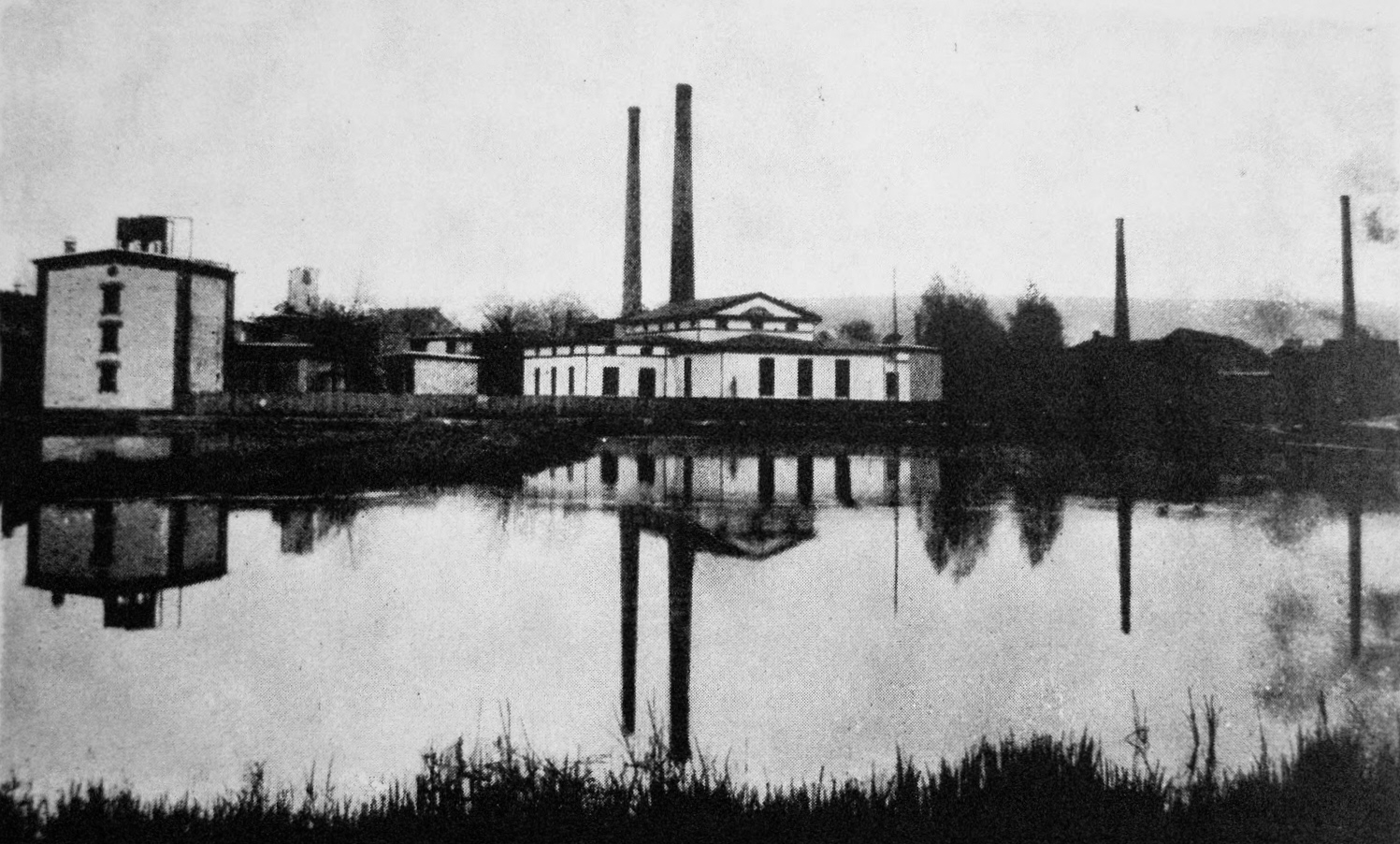
Haarmann & Reimer, An den Teichen in Holzminden

Zur großtechnischen Nutzung eines neuartigen Synthesewegs von Vanillin gründeten Ferdinand Tiemann und Wilhelm Haarmann im Sommer 1874 in Holzminden Haarmann's Vanillinfabrik. Beiden war im Frühjahr 1874 der oxydative Seitenkettenabbau von Coniferin zu Glucovanillin gelungen, das durch Behandlung mit dem Enzym Emulsin in Glucose und Vanillin aufgespalten werden konnte.
1876 wurde Karl Reimer Mitinhaber, da die von ihm Ende 1875 entwickelte und später als Reimer-Tiemann-Reaktion bekannt gewordene Methode eine äußerst kostengünstige Vanillinsynthese ausgehend von Guajacol erwarten ließ. Die Firma nannte sich danach Haarmann & Reimer Vanillinfabrik in Holzminden an der Weser.
Es war damit die erste Fabrik der aufkommenden Riechstoffindustrie, die einen synthetischen Geschmackstoff herstellte. Tiemann strebte als Schwager von A. W. v. Hofmann eine akademische Karriere an und beteiligte sich nur als beratender stiller Teilhaber an dem Unternehmen.
Im Jahr 1876 erhielt H&R auf der International Exhibition in Philadelphia in den USA die erste Auszeichnung für ihre synthetischen Riechstoffe. Fünf Jahre später schied Mitinhaber Karl Reimer krankheitsbedingt wieder aus dem Unternehmen aus und verstarb zwei Jahre darauf. 1890 baute Wilhelm Haarmann für verheiratete Mitarbeiter günstig zu mietende Fachwerk-Doppelhäuser mit „Stallgebäuden für Kleinvieh und einem Viertel Morgen Land“. Später kamen eine Unterstützungskasse für in Not geratene Werkangehörige und ein Pensionsfonds dazu. Ein 1891 von Tiemann entwickeltes Isoeugenol-Verfahren senkte die Herstellungskosten weiter und machte die Vanillinproduktion rentabel. Bereits 1893 fand eine Firmendarstellung auf der Columbischen Weltausstellung statt. Im gleichen Jahr wurde auch die Produktion des Veilchenaromas Ionon nach einem von Tiemann erfundenen Verfahren aufgenommen. Zur Produktion natürlicher Pflanzenextrakte wurden in Holzminden außerdem eine Lavendelplantage und Reseda- und Lupinenpflanzungen angelegt. Von 1893 bis 1903 folgten weitere 30 Patentanmeldungen, darunter auch die Reimer-Tiemann-Synthese des Salicylaldehyds, eines Vorprodukts des Waldmeister-Aromas Cumarin. Langwierige Patentstreitigkeiten hatten der Gesundheit des Teilhabers Ferdinand Tiemann geschadet und er verstarb 1899. Zur Jahrhundertwende erhielt das Unternehmen in Holzminden einen Telefonanschluss (Nummer 19). Im darauffolgenden Jahr 1901 wurde die Personengesellschaft in eine GmbH umgewandelt. 1931 verstarb der Firmengründer Wilhelm Haarmann an den Folgen einer Verletzung, die er sich bei einer Schiffsreise zugezogen hatte. Seine Söhne übernahmen die Geschäftsführung des Unternehmens.

### 1932 bis 1953
Im Jahre 1938 verfügte H&R über 100 Mitarbeiter und erzielte einen Umsatz von 2 Millionen Reichsmark.
Als Folge des Zweiten Weltkriegs gingen 1945 alle Auslandsbeteiligungen verloren. Ab 1946 begann dann der mühsame Neuanfang des Unternehmens. Der Stundenlohn für einen Arbeiter betrug 0,49 DM. 1949 betrug die Zahl der H&R-Mitarbeiter in Holzminden zur Zeit der Währungsreform 86 Angestellte und 94 Arbeiter.
Im Jahre 1953 betrieben der Geschäftsführer Dr. Rudolf Groger und sein Stellvertreter Georg Kerschbaum den Umbau von H&R und fanden mit dem Bayer-Konzern einen starken Kapitalgeber, um auch international zu einem bedeutenden Hersteller von Duft- und Aromastoffen zu werden. In diesem Jahr verfügte H&R über 260 Mitarbeiter und erwirtschaftet einen Umsatz von 5 Millionen DM, bei einer Exportquote von 17 Prozent.

### 1954 bis 2003
Das Unternehmen wurde 1954 durch die Bayer AG aufgekauft und als Tochtergesellschaft selbständig weitergeführt. H&R gründete Tochterfirmen und tätigte Akquisitionen in Mexiko, in den USA, in Brasilien, in Großbritannien, in Südafrika, in Frankreich und in Spanien.
1955 wurde Norbert Malaka zum Betriebsratsvorsitzenden von H&R gewählt und 1959 zum Betriebsmeister ernannt. Seit 1962 war er auch im Aufsichtsrat des Unternehmens.
Dr. Claus Skopalik wurde 1968 neuer Geschäftsführer von H&R als Nachfolger von Dr. Rudolf Groger. In diesem Jahr arbeiteten über 1.000 Mitarbeiter für H&R und erwirtschafteten einen weltweiten Umsatz von 80 Millionen DM bei einer Exportquote von 35 Prozent.
1973 gelang dem Unternehmen erstmals die vollsynthetische Herstellung von Menthol.
H&R übernahm 1990 den Duftstoffhersteller Créations Aromatiques und 1992 das Parfümerie-Geschäft von PFW. Im Jahr 1993 erwirtschaftete H&R einen Gruppenumsatz von 1,3 Milliarden DM (651,4 Millionen Euro). Neuer Geschäftsführer wurde Lambert Courth, Stellvertreter Dr. Reinhard Kaiser. H&R übernahm 1995 den Duft- und Geschmackstoffhersteller Florasynth.
Im Jahr 1997 wurde das Unternehmen zu einer Strafe in Höhe von 50 Millionen US-Dollar wegen Wettbewerbsverstoßes verurteilt, da H&R von 1991 bis 1995 den Preis für Zitronensäure mit Konkurrenten abgestimmt hatte. Hinzu kamen Klagen von geschädigten Firmen. 1997 investierte H&R in Deutschland rund 43 Millionen DM (21,5 Millionen Euro) in neue Anlagen und Gebäude, u. a. für die Reaktions-Destillationsanlage für Riech- und kosmetische Wirkstoffe (8 Millionen DM bzw. 4,1 Millionen Euro) in Holzminden.
Die Investitionen des Unternehmens im Jahr 1998 betrugen 52 Millionen DM (26,6 Millionen Euro). Investiert wurde in neue Anlagen, u. a. einen Neubau der Produktionsanlagen in Bogotá (Kolumbien), sowie neue Gebäude und Anlagen in São Paulo (Brasilien). Für zusätzliche Instandhaltungen am Firmensitz in Holzminden wurden im selben Jahr rund 22 Millionen DM (11 Millionen Euro) ausgegeben. 1998 betrug der Umsatz rund 1,5 Milliarden DM (ca. 767 Millionen Euro) weltweit.
1999 wurden ein neues Werk im bayerischen Nördlingen für 70 Millionen DM (35,8 Millionen Euro) sowie eine Kristallisationsanlage in Holzminden für 12 Millionen DM (6,2 Millionen Euro) fertiggestellt. Im gleichen Jahr übernahm H&R die chinesischen Anteile an der Joint-Venture-Gesellschaft H&R Cosfra Ltd. in Shanghai. Pläne für einen Fabrikneubau in Podong (Stadtteil von Shanghai) mit einem Investitionsumfang von 15 Millionen US-Dollar wurden begonnen. Die Zahl der Beschäftigten der Firma H&R betrug 1999 weltweit über 4.000 Mitarbeiter. Die Firma war mit eigenen Gesellschaften auf allen Kontinenten vertreten. Von 1974 bis 1999 wurden zudem 770 Mitarbeiter ausgebildet.
2002 verkaufte die Bayer AG Haarmann & Reimer zum 30. September 2002 für 1,66 Milliarden Euro an die schwedische Investmentgruppe EQT Partners AB und gewährte der EQT im Zusammenhang mit dem Verkauf ein Darlehen über 250 Millionen Euro. EQT wiederum kaufte zugleich auch eine Minderheitsbeteiligung an der ebenfalls in Holzminden ansässigen Dragoco AG. Die Firmen H&R und Dragoco fusionierten 2003 zur Symrise GmbH & Co. KG, die im Jahr 2006 an die Börse gebracht wurde.